# Jaipal Singh
Jaipal Singh Munda  (ur. 3 stycznia 1903 w Khooty, zm. 20 marca 1970 w Delhi) – indyjski hokeista na trawie. Złoty medalista olimpijski z Amsterdamu.
Zawody w 1928 były jego jedynymi igrzyskami olimpijskimi. W turnieju wystąpił w dwóch spotkaniach.